# Spastica
Spastica es un género de coleóptero de la familia Meloidae.

## Especies
Las especies de este género son:
- Spastica abdominalis (Klug, 1825)
- Spastica aurita (Klug, 1825)
- Spastica avicolle (Chevrolat, 1829-44)
- Spastica chilensis Haag-Rutenberg, 1880
- Spastica corallicollis Haag-Rutenberg, 1880
- Spastica femoralis (Klug, 1825)
- Spastica flavicollis (Chevrolat in Guérin-Ménéville, 1844)
- Spastica glandulosa (Erichson, 1848)
- Spastica globicollis Haag-Rutenberg, 1880
- Spastica limbata (Klug, 1825)
- Spastica maculicollis (Klug, 1825)
- Spastica marginalis Haag-Rutenberg, 1880
- Spastica minus Selander, 1966
- Spastica scutellaris (Klug, 1825)
- Spastica sphaerodera Burmeister, 1881
- Spastica suturalis (Klug, 1825)
- Spastica tristis Borchmann, 1930
- Spastica variabilis Haag-Rutenberg, 1880
- Spastica zonata (Klug, 1825)